# Panaro
Il Panàro (Panèr o Panèra in modenese) è un fiume dell'Emilia-Romagna, ultimo affluente di destra e in assoluto del fiume Po (se si eccettua il Cavo Napoleonico che in realtà è un affluente artificiale solo per brevissimi periodi in occasione delle maggiori piene del Reno).
Per lunghezza totale è il terzo affluente di destra del Po dopo Tanaro e Secchia, per portata invece il quarto preceduto da questi ultimi e dalla Trebbia. Il suo bacino è ampio (2.292 km²), identico come estensione a quello della Secchia.

## Corso del fiume

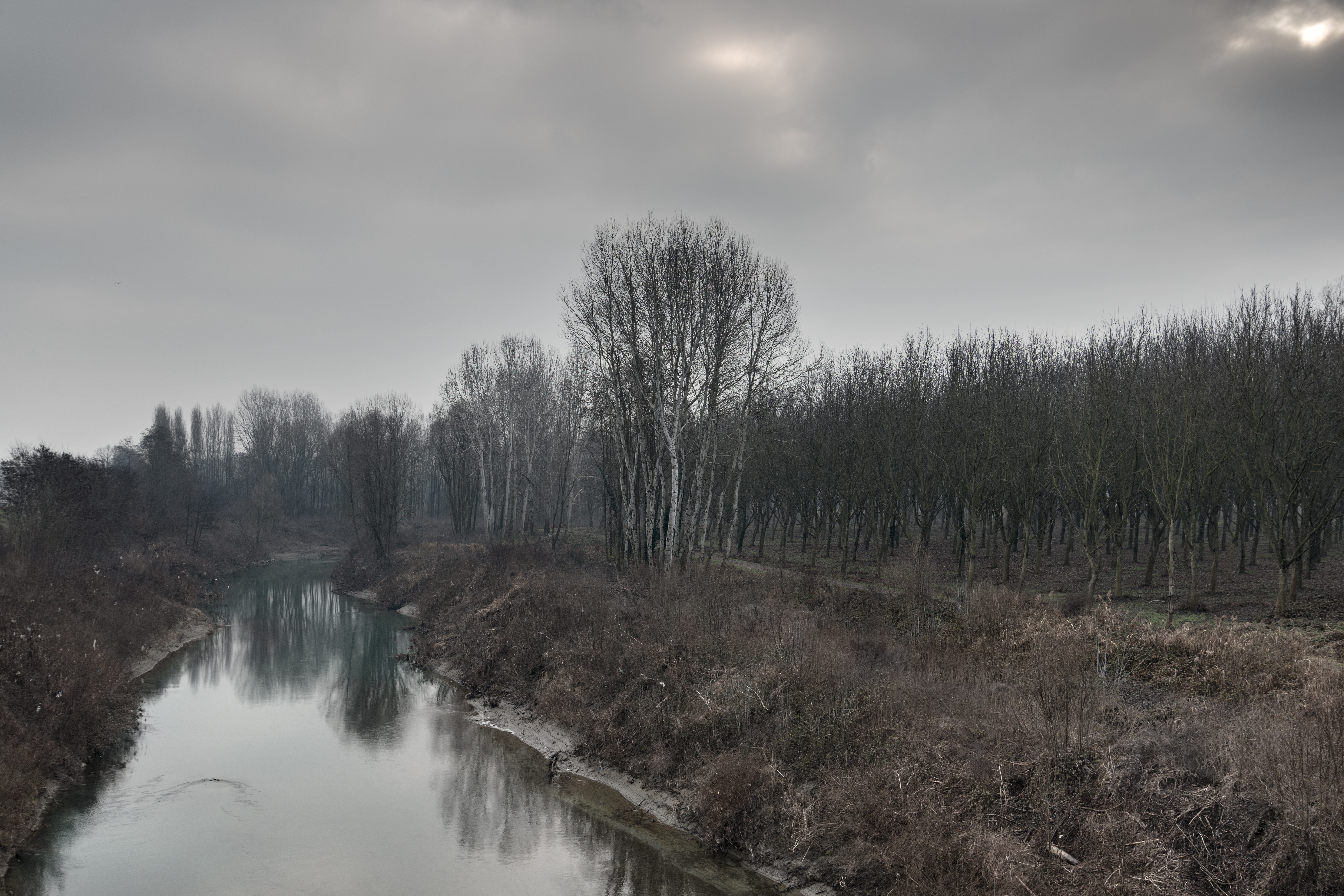
Da Ponte Sant'Ambrogio, San Cesario sul Panaro

Il fiume trae le sue origini dall'Appennino tosco-emiliano, nella porzione modenese (che ne costituisce la sezione più elevata), da un vasto (50 km) e complesso ventaglio di fiumi e torrenti che scendono in prevalenza dallo spartiacque appenninico compreso fra il bolognese massiccio del Corno alle Scale (1.945 m s.l.m.) ed il modenese Monte Spicchio (1.599 m s.l.m.), spartiacque che scende, invero di poco e per breve tratto, sotto i 1.500 m unicamente nel punto in cui è attraversato dal Passo dell'Abetone (1.388 m s.l.m.).
Da ciò risulta dunque che le sorgenti di molti di questi rii e torrenti sono poste a quote superiori ai 1.500 m di altitudine, altezza ragguardevole per un fiume appenninico.
Il corso del Panaro propriamente detto ha una lunghezza di 115 km ed inizia a partire dalla confluenza di due rami sorgentizi denominati, rispettivamente, Scoltenna (il più lungo) e Leo.
Includendo però nel computo della lunghezza il ramo sorgentizio sinistro dello Scoltenna (che a sua volta include la sorgente più lontana del Rio delle Tagliole, sul Monte Rondinaio nei pressi del valico della Foce a Giovo) la lunghezza totale del fiume raggiunge i 148 km.
Da notare che in molti testi geografici (anche assai qualificati), specie nelle edizioni di qualche decennio addietro, viene riportata quasi sempre una lunghezza totale di 166 km che, sicuramente include nel calcolo della lunghezza totale del fiume la sorgente del Rio delle Tagliole più lontana dalla foce, ma non tiene conto del fatto che il tratto di pianura del Panaro è stato spesso oggetto di rettifiche e modificazioni conseguenti ad imponenti opere di bonifica idraulica che ne hanno modificato l'andamento e, di conseguenza, la sua lunghezza. Solo in questo modo si spiega una differenza di ben 18 km fra le due misurazioni ufficiali, essendo un errore di siffatta entità assai poco probabile.
Subito dopo la confluenza Leo-Scoltenna, la portata d'acqua del Panaro risulta già di poco inferiore a quella massima raggiunta nel basso corso, in quanto non presenta altri affluenti o apporti notevoli nel tratto a valle, specie nella stagione secca, ad esclusione del Naviglio di Modena.
A valle di Fanano, il Panaro entra nel territorio di Pavullo nel Frignano fungendo in questo tratto da confine tra la Comunità Montana del Frignano e la Comunità Montana dell'Appennino Modena Est.
Sfiora poi il Parco Regionale dei Sassi di Rocca Malatina, mantenendo un corso abbastanza indirizzato verso nord e segnando il confine tra i comuni di Marano sul Panaro e Guiglia, 
Allo sbocco in pianura fra Vignola e Savignano sul Panaro, il suo letto ghiaioso si allarga mantenendo valori di ampiezza compresi tra 1 e 3 km. Mantenendo le medesime caratteristiche si impegna dunque a segnare il confine fra Spilamberto e San Cesario sul Panaro, affiancando la SS623 nei pressi del casello autostradale di Modena Sud, dove riceve da sinistra il contributo del torrente Guerro poi un chilometro dopo, presso San Donnino di Nizzola si butta il torrente Nizzola e supera successivamente l'Autostrada del Sole.
Attraversando la cassa di espansione del fiume Panaro, prosegue verso la Via Emilia (che lo scavalca con il Ponte di Sant'Ambrogio), dopo la quale sfiora l'area metropolitana orientale della città di Modena, ricevendo sempre da sinistra l'affluenza del torrente Tiepido e serpeggiando nella pianura modenese parzialmente canalizzato ed arginato.
Giunto nei pressi di Bomporto confluisce con il Naviglio di Modena diventando così navigabile sino alla confluenza nel Po, che avviene poco a occidente di Ferrara, fra i centri di Stellata e Salvatonica, dopo avere attraversato una zona golenale molto boscosa situata poco a monte dell'immissione nel Po del Cavo Napoleonico (o Scolmatore del Reno).
Nel suo tratto di pianura bagna svariati centri tra i quali Bomporto, Finale Emilia (dove riceve il Collettore delle Acque Alte) e Bondeno (dove è presente la Botte Napoleonica, una botte sifone che convoglia le acque dal canale di Burana sotto il letto del fiume).
Il suo corso tocca le province di Modena e Ferrara (nella quale entra poco dopo Finale Emilia), ma il suo bacino si estende anche per una piccola parte (la Val di Gorgo, alto bacino del Dardagna) nella città metropolitana di Bologna.

## Regime
Il modulo medio del Panaro presso la foce è di circa 37 m³/s, il che ne fa il 4º affluente di destra del Po per portata media dopo Tanaro e Secchia e Trebbia.
Il regime di tale portata risulta però marcatamente torrentizio alternando fortissime magre estive (minimi assoluti di appena 1 m³/s), copiose e prolungate morbide primaverili, e imponenti piene autunnali (anche di 2.000 m³/s) in parte "addolcite" a monte della città di Modena da grosse casse di espansione. 
Da evidenziare che in primavera la portata media del Panaro allo sbocco in pianura supera largamente i 60–80 m³/s per effetto del prolungato scioglimento delle abbondanti nevi sull'alto Appennino che si protrae almeno fino a maggio.
Come la Secchia, il Panaro risulta infatti, se paragonato a tutti gli affluenti di destra del Po (Tanaro escluso in quanto quest'ultimo con il suo vasto bacino drena anche una parte delle Alpi), quello il cui regime risente maggiormente dello scioglimento primaverile delle nevi, essendo la sua porzione iniziale di bacino collocata ad un'altitudine media assai elevata che risulta così sempre abbondantemente innevata in inverno.

## Origine del nome
Tra le ipotesi sull'etimologia del nome Panaro possono essere ricordate quelle di due studiosi modenesi, Giovanni Galvani e Giulio Bertoni. Il Galvani, ricordando che il nome Panaro veniva utilizzato anticamente solo per il corso del fiume oltre la via Emilia (mentre nel tratto precedente era chiamato Scoltenna), lo ricollega al verbo dialettale panèr, che significa marcire: quando scorre in pianura, infatti, il fiume tende a stagnare. Il Bertoni invece si ricollega al significato del sostantivo latino panarium, ovvero paniere, notando che presso la città di Modena il fiume si incurva dando vita ad una forma simile appunto a un paniere.
Nonostante il toponimo, il comune di San Felice sul Panaro in realtà non è di fatto attraversato dal fiume Panaro, che bagna invece i comuni limitrofi di Camposanto e Finale Emilia, tutto ciò è successo per uno sbaglio perché Finale doveva chiamarsi "Finale sul Panaro" mentre San Felice con il nome di "San Felice nell'Emilia".

## Storia

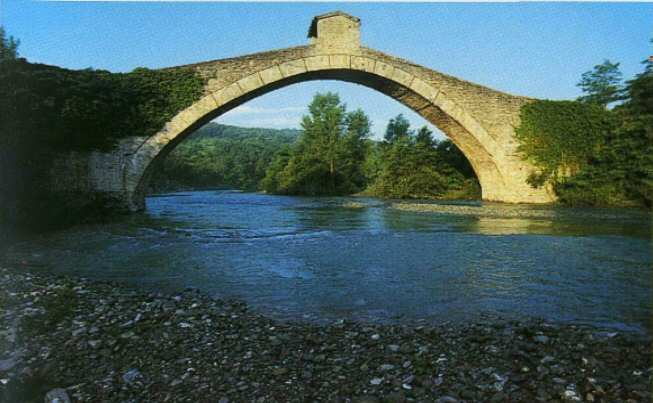
Il ponte di Olina

Di particolare importanza storico-artistica il Ponte di Olina costruito nel 1522, che lo attraversa nei pressi dell'omonima frazione nel territorio di Pavullo nel Frignano, quando ancora ha nome Scoltenna.
Anticamente era noto come Panarium. 
Per un certo periodo (medioevo) ebbe, nell'ultimo tratto di pianura, corso comune con il Reno col quale sboccava nel Po. Il basso corso ha subito modifiche più volte, sia per cause naturali (piene, inondazioni, ecc.), sia ad opera dell'uomo per interventi di bonifica.
Nell'alto medioevo il Dardagna fu sbarrato dai Bolognesi in località Poggiolforato per addurne, mediante un canale lungo non meno di 3 km (oggi completamente scomparso), le sempre copiose acque nel Rio Sasso, affluente del fiume Silla, e da qui, nel Reno, in modo da incrementare le portate di quest'ultimo specie in estate, e consentirvi la fluitazione del legname da costruzione dai grandi boschi appenninici fino a Bologna.
Alla caduta dell'Impero Romano, il fiume segnò il confine tra i territori bizantini (Guiglia) e quelli longobardi (Marano sul Panaro).
Il re longobardo Rotari ebbe modo di scontrarsi militarmente in una memorabile battaglia presso le rive del fiume Panaro dell'Emilia in particolare alla confluenza con lo Scoltenna un suo affluente, contro i Romani ed i Ravennati. La vittoria di Rotari determinò la caduta di 8000 romani e la fuga dell'esercito bizantino come ricorda Paolo Diacono nella sua Historia Longobardorum.
Nel 1815 vi fu combattuta la battaglia del Panaro, un episodio della guerra austro-napoletana.
Nel 180 a.C. Il console romano Caio Claudio, nella battaglia sul fiume Scoltenna, sconfisse gli Apuani che persero quindicimila uomini e settecento e 51 insegne militari..

## San Cesario di Terracina

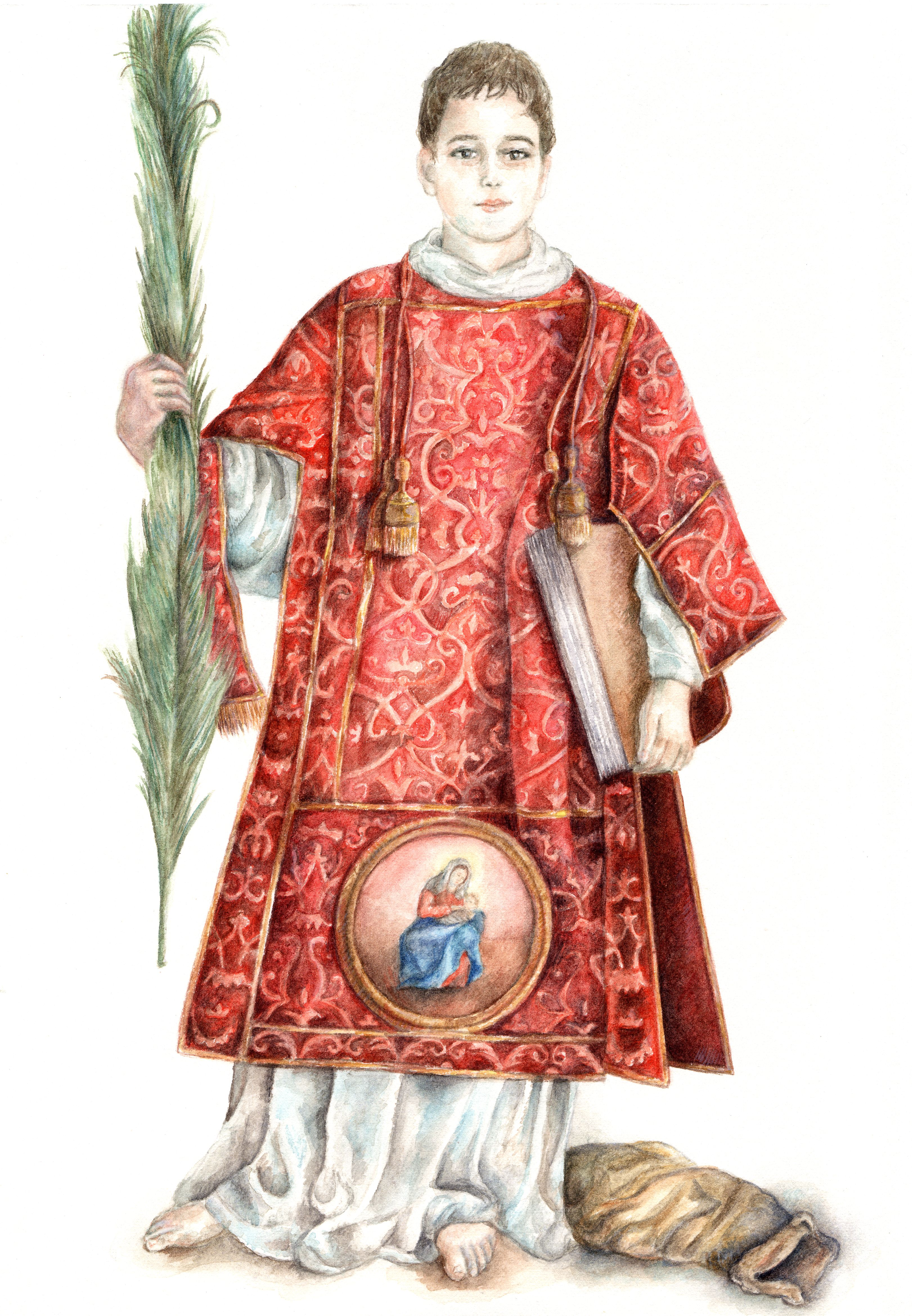
San Cesario di Terracina, invocato contro le inondazioni del Panaro.

San Cesario diacono e martire, condannato ad essere annegato nel mare di Terracina, è da sempre invocato contro le inondazioni dei fiumi, soprattutto il Tevere ed il Panaro; infatti il paese di San Cesario sul Panaro prende il nome dal patrono, San Cesario di Terracina, e dalla presenza del fiume Panaro, in passato sempre impetuoso e pericoloso. Il diacono Cesario è invocato anche contro gli annegamenti, alludendo alla modalità di esecuzione del suo martirio (poena cullei).